# Ejido de San Lorenzo
Ejido de San Lorenzo är en ort i Mexiko, tillhörande kommunen Teotihuacán i delstaten Mexiko. Ejido de San Lorenzo ligger i den centrala delen av landet och tillhör Mexico Citys storstadsområde. Orten hade 335 invånare vid folkmätningen 2010.